# Useldange
Useldange (lussemburghese: Useldeng; tedesco: Useldingen) è un comune del Lussemburgo occidentale. Si trova nel cantone di Redange, nel distretto di Diekirch.
Nel 2005, la città di Useldange, il capoluogo del comune che si trova nella parte orientale del suo territorio, aveva una popolazione di 622 abitanti. Le altre località che fanno capo al comune sono Everlange, Rippweiler e Schandel.
L'attrazione principale della città è il suo Castello, di proprietà dello Stato, riaperto nel 2005 dopo un imponente progetto di restauro e riqualificazione. L'opera è stata commissionata dal Service des Sites et Monuments Nationaux (SSMN) ed eseguita su progetto dell'architetto italiano Giuseppe Giannini con cui ha collaborato lo studio di architettura Atelier B.